# Sarcophaga rubricornis
Sarcophaga rubricornis är en tvåvingeart som först beskrevs av Robineau-desvoidy 1863.  Sarcophaga rubricornis ingår i släktet Sarcophaga och familjen köttflugor.
Artens utbredningsområde är Frankrike. Inga underarter finns listade i Catalogue of Life.